# Sirens (filme)
Sirens é um telefilme norte-americano lançado em 1999, e escrito e dirigido por John Sacret Young.

## Elenco principal
- Dana Delany
- Justin Theroux
- Keith Carradine
- Brian Dennehy